# سدریک کوتولی
سدریک کوتولی (فرانسوی: Cédric Coutouly‎؛ زادهٔ ۱۶ ژانویهٔ ۱۹۸۰) دوچرخه‌سوار اهل فرانسه است.